# Духовка (Курганська область)
Ду́ховка (рос. Духовка) — присілок у складі Шатровського району Курганської області, Росія. Входить до складу Мостовської сільської ради.
Населення — 77 осіб (2010, 146 у 2002).
Національний склад станом на 2002 рік: росіяни — 99 %.